# M240
A M240, oficialmente Machine Gun, 7,62mm, M240, é uma metralhadora de multi propósito desenvolvida pelos Estados Unidos a partir do modelo belga FN MAG (Mitrailleuse d'Appui Général, meaning General Purpose Machine Gun). No serviço ativo desde a década de 70, ela já participou de diversos combates, como no Afeganistão, na Guerra do Golfo e no Iraque.

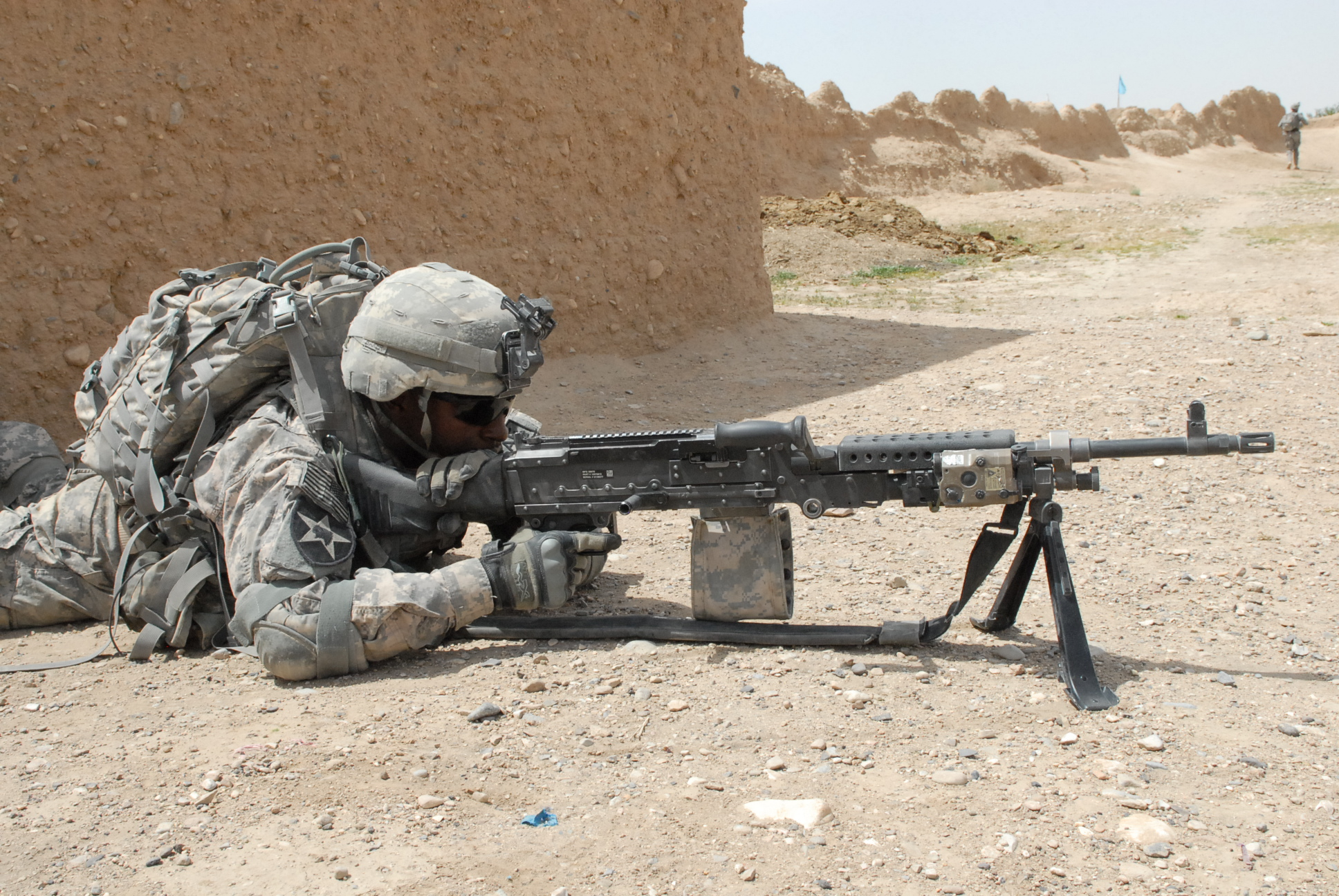
Um soldado americano no Afeganistão com sua M240.
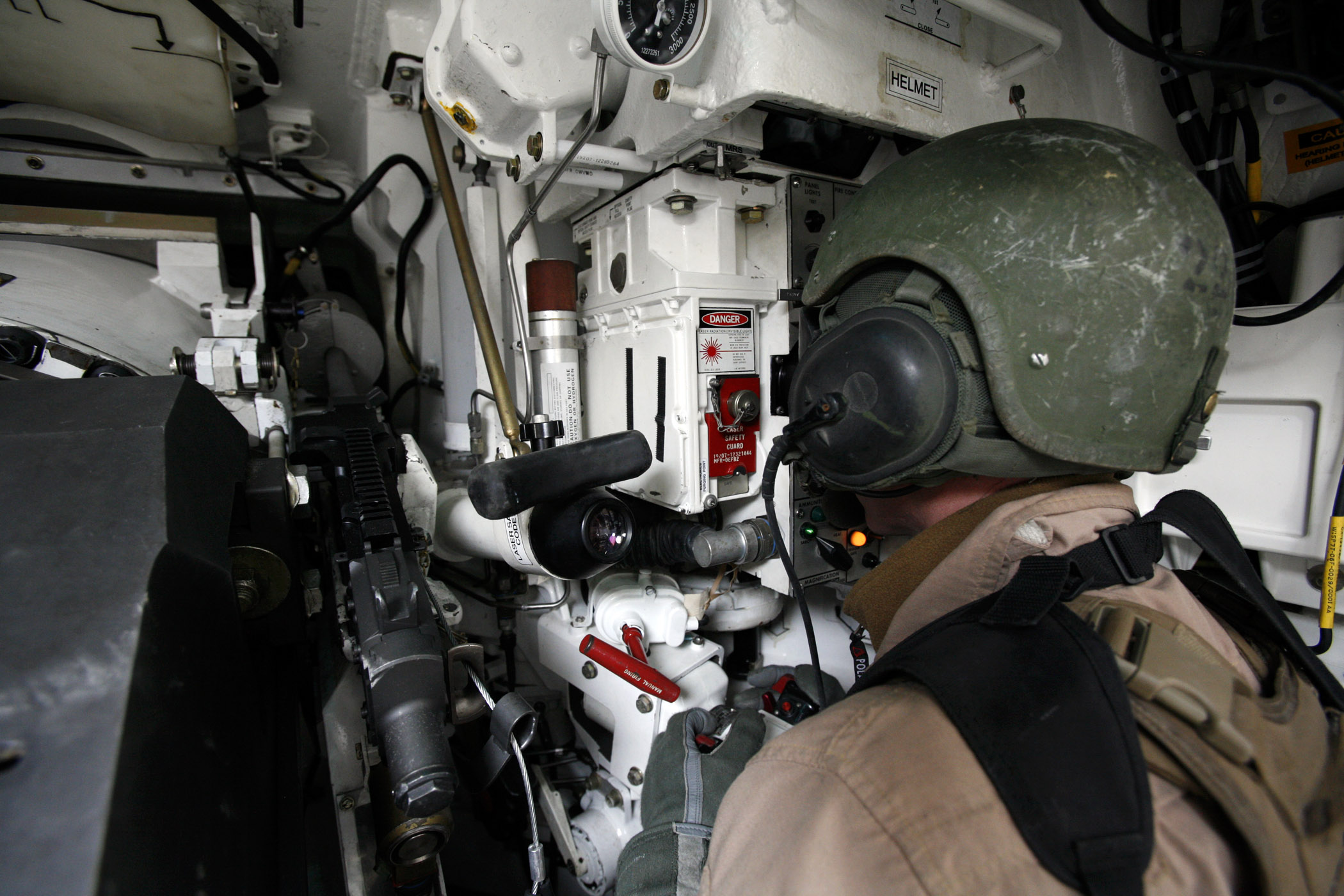
M240 coaxial em um carro de combate M1A1 Abrams.
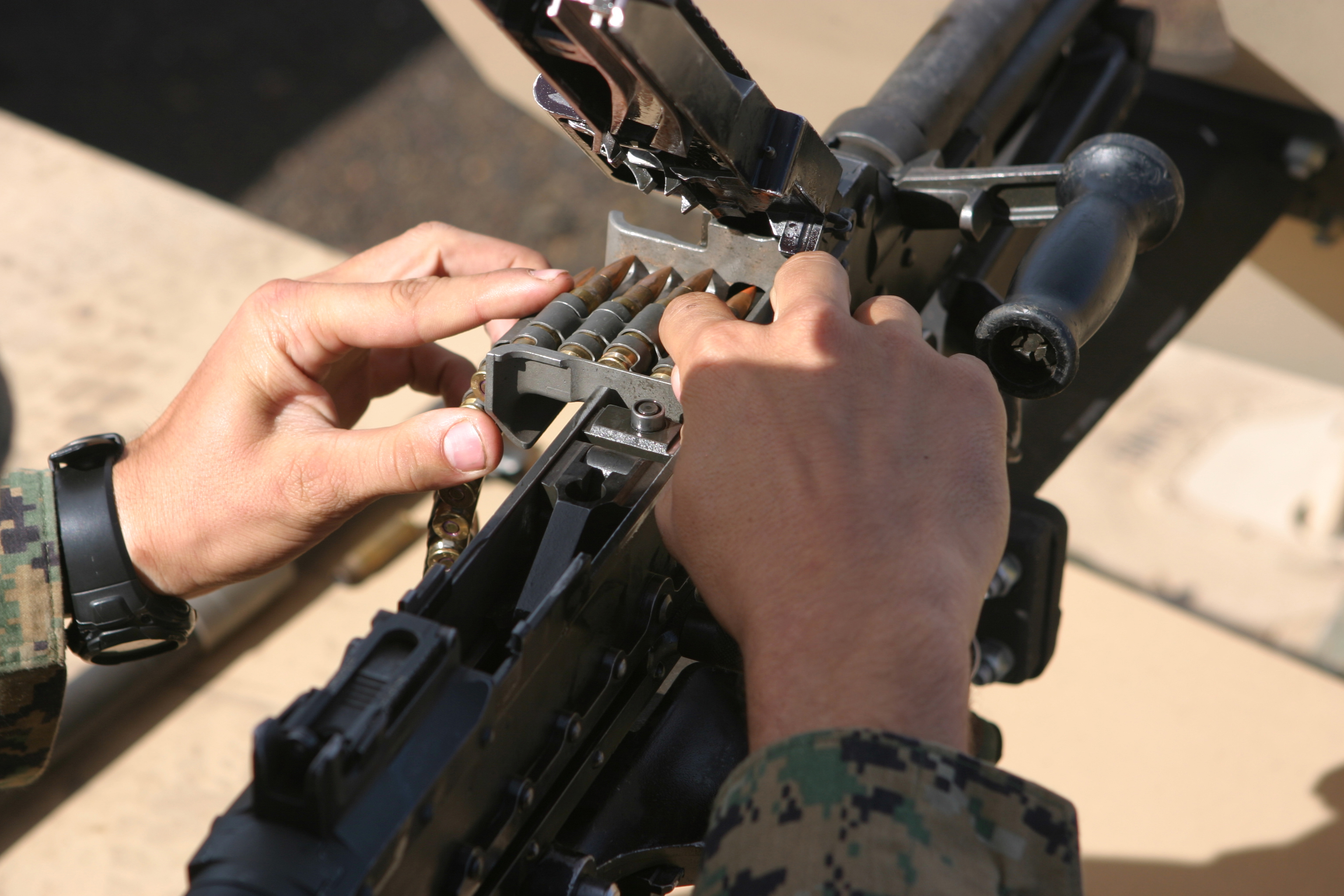
Carregamento de fita com cartuchos em uma M240G.